# 馬萬比魮
馬萬比魮（学名：Barbus mawambiensis）為輻鰭魚綱鯉形目鯉科的其中一個種。該物種於1911年由Franz Steindachner描述，主要分布於非洲剛果河流域，體長可達15公分。

## 扩展阅读
維基物種上的相關：馬萬比魮